# OHL 2015/16
Die OHL-Saison 2015/16 war die 36. Spielzeit der Ontario Hockey League. Die reguläre Saison begann am 24. September 2015 und endete am 20. März 2016 mit dem Gewinn der Hamilton Spectator Trophy durch die Erie Otters. In den anschließenden Playoffs sicherten sich die London Knights am 11. Mai 2016 ihren vierten J. Ross Robertson Cup.

## Änderungen
Im Rahmen einer größeren Umstrukturierung der American Hockey League zog das AHL-Franchise der Hamilton Bulldogs nach St. John’s um. In diesem Atemzug wurden die Belleville Bulls nach Hamilton verlegt und operieren dort fortan als Hamilton Bulldogs in der OHL. Außerdem zogen die Plymouth Whalers nach Flint (Michigan) um und firmieren dort fortan als Flint Firebirds.

## Reguläre Saison

### Platzierungen
Abkürzungen: GP = Spiele, W = Siege, L = Niederlagen, OTL = Niederlage nach Overtime, SOL = Niederlage nach Shootout, GF = Erzielte Tore, GA = Gegentore, Pts = Punkte

Erläuterungen:   = Play-off-Qualifikation,  = Division-Sieger,  = Conference-Sieger,  = Hamilton-Spectator-Trophy-Gewinner

#### Eastern Conference
|                        | GP | W  | L  | OTL | SOL | GF  | GA  | Pts |
| ---------------------- | -- | -- | -- | --- | --- | --- | --- | --- |
| Kingston Frontenacs    | 68 | 46 | 17 | 3   | 2   | 252 | 189 | 97  |
| Barrie Colts           | 68 | 43 | 22 | 0   | 3   | 295 | 207 | 89  |
| North Bay Battalion    | 68 | 35 | 23 | 6   | 4   | 240 | 227 | 80  |
| Niagara IceDogs        | 68 | 35 | 26 | 4   | 3   | 213 | 198 | 77  |
| Ottawa 67’s            | 68 | 36 | 29 | 2   | 1   | 234 | 219 | 75  |
| Peterborough Petes     | 68 | 33 | 28 | 2   | 5   | 240 | 259 | 73  |
| Mississauga Steelheads | 68 | 33 | 30 | 2   | 3   | 215 | 229 | 71  |
| Oshawa Generals        | 68 | 27 | 33 | 4   | 4   | 197 | 235 | 62  |
| Hamilton Bulldogs      | 68 | 25 | 35 | 8   | 0   | 197 | 260 | 58  |
| Sudbury Wolves         | 68 | 16 | 46 | 5   | 1   | 183 | 328 | 38  |

#### Western Conference
|                             | GP | W  | L  | OTL | SOL | GF  | GA  | Pts |
| --------------------------- | -- | -- | -- | --- | --- | --- | --- | --- |
| Erie Otters                 | 68 | 52 | 15 | 1   | 0   | 269 | 183 | 105 |
| London Knights              | 68 | 51 | 14 | 2   | 1   | 319 | 182 | 105 |
| Kitchener Rangers           | 68 | 44 | 17 | 5   | 2   | 256 | 197 | 95  |
| Sarnia Sting                | 68 | 42 | 19 | 5   | 2   | 254 | 192 | 91  |
| Windsor Spitfires           | 68 | 40 | 21 | 6   | 1   | 253 | 200 | 87  |
| Owen Sound Attack           | 68 | 32 | 25 | 8   | 3   | 209 | 222 | 75  |
| Sault Ste. Marie Greyhounds | 68 | 33 | 27 | 7   | 1   | 243 | 233 | 74  |
| Saginaw Spirit              | 68 | 24 | 36 | 5   | 3   | 209 | 282 | 56  |
| Flint Firebirds             | 68 | 20 | 42 | 4   | 2   | 184 | 279 | 46  |
| Guelph Storm                | 68 | 13 | 49 | 4   | 2   | 156 | 297 | 32  |

### Beste Scorer
Abkürzungen: GP = Spiele, G = Tore, A = Assists, Pts = Punkte, PIM = Strafminuten; Fett: Saisonbestwert
| Spieler           | Team                     | GP | G  | A  | Pts | PIM |
| ----------------- | ------------------------ | -- | -- | -- | --- | --- |
| Kevin Labanc      | Barrie Colts             | 65 | 39 | 88 | 127 | 70  |
| Christian Dvorak  | London Knights           | 59 | 52 | 69 | 121 | 27  |
| Mitchell Marner   | London Knights           | 59 | 39 | 77 | 116 | 68  |
| Dylan Strome      | Erie Otters              | 56 | 37 | 74 | 111 | 44  |
| Matthew Tkachuk   | London Knights           | 57 | 30 | 77 | 107 | 80  |
| Andrew Mangiapane | Barrie Colts             | 59 | 51 | 55 | 106 | 50  |
| Alex DeBrincat    | Erie Otters              | 60 | 51 | 50 | 101 | 28  |
| Travis Konecny    | Ottawa 67’s Sarnia Sting | 60 | 30 | 71 | 101 | 27  |
| Mike Amadio       | North Bay Battalion      | 68 | 50 | 48 | 98  | 40  |
| Christian Fischer | Windsor Spitfires        | 66 | 40 | 50 | 90  | 34  |

### Beste Torhüter
Die kombinierte Tabelle zeigt die jeweils drei besten Torhüter in den Kategorien Gegentorschnitt und Fangquote sowie die jeweils Führenden in den Kategorien Shutouts und Siege.
Abkürzungen: GP = Spiele, TOI = Eiszeit (in Minuten), W = Siege, L = Niederlagen, OTL = Overtime/Shootout-Niederlagen, GA = Gegentore, SO = Shutouts, Sv% = gehaltene Schüsse (in %), GAA = Gegentorschnitt;
Es werden nur Torhüter erfasst, die mindestens 1632 Spielminuten absolviert haben. Sortiert nach bestem Gegentorschnitt.
| Spieler             | Team                   | GP | TOI  | W  | L  | OTL | GA  | SO | Sv%  | GAA  |
| ------------------- | ---------------------- | -- | ---- | -- | -- | --- | --- | -- | ---- | ---- |
| Tyler Parsons       | London Knights         | 49 | 2835 | 37 | 9  | 3   | 110 | 4  | 92,1 | 2,33 |
| Devin Williams      | Erie Otters            | 55 | 3179 | 41 | 10 | 1   | 125 | 2  | 91,5 | 2,36 |
| Michael DiPietro    | Windsor Spitfires      | 29 | 1644 | 16 | 8  | 2   | 67  | 2  | 91,2 | 2,45 |
| Mackenzie Blackwood | Barrie Colts           | 43 | 2452 | 28 | 13 | 0   | 111 | 3  | 92,1 | 2,72 |
| Jack Flinn          | Mississauga Steelheads | 64 | 3571 | 32 | 27 | 3   | 183 | 7  | 90,5 | 3,07 |

## Playoffs

### Playoff-Baum
|  | Conference-Viertelfinale                              | Conference-Viertelfinale | Conference-Viertelfinale |                    | Conference-Halbfinale       | Conference-Halbfinale | Conference-Halbfinale |                 |             | Conference-Finale | Conference-Finale | Conference-Finale |  |  | J.-Ross-Robertson-Cup-Finale | J.-Ross-Robertson-Cup-Finale | J.-Ross-Robertson-Cup-Finale |
|  |                                                       |                          |                          |                    |                             |                       |                       |                 |             |                   |                   |                   |  |  |                              |                              |                              |
|  | 1                                                     | Kingston Frontenacs      | 4                        |                    | 1                           | Kingston Frontenacs   | 0                     |                 |             |                   |                   |                   |  |  |                              |                              |                              |
|  | 8                                                     | Oshawa Generals          | 1                        | 4                  | Niagara IceDogs             | 4                     |                       |                 |             |                   |                   |                   |  |  |                              |                              |                              |
|  |                                                       |                          |                          |                    |                             |                       |                       |                 |             |                   |                   |                   |  |  |                              |                              |                              |
|  | 2                                                     | Barrie Colts             | 4                        | Eastern Conference | Eastern Conference          | Eastern Conference    |                       |                 |             |                   |                   |                   |  |  |                              |                              |                              |
|  | 7                                                     | Mississauga Steelheads   | 3                        |                    |                             |                       |                       |                 |             |                   |                   |                   |  |  |                              |                              |                              |
|  | 7                                                     | Mississauga Steelheads   | 3                        | 4                  | Niagara IceDogs             | 4                     |                       |                 |             |                   |                   |                   |  |  |                              |                              |                              |
|  |                                                       |                          |                          | 4                  | Niagara IceDogs             | 4                     |                       |                 |             |                   |                   |                   |  |  |                              |                              |                              |
|  |                                                       | 2                        | Barrie Colts             | 0                  |                             |                       |                       |                 |             |                   |                   |                   |  |  |                              |                              |                              |
|  | 3                                                     | 2                        | Barrie Colts             | 0                  | North Bay Battalion         | 4                     |                       |                 |             |                   |                   |                   |  |  |                              |                              |                              |
|  | 3                                                     |                          |                          |                    | North Bay Battalion         | 4                     |                       |                 |             |                   |                   |                   |  |  |                              |                              |                              |
|  | 6                                                     | Peterborough Petes       | 3                        |                    |                             |                       |                       |                 |             |                   |                   |                   |  |  |                              |                              |                              |
|  |                                                       |                          |                          |                    |                             |                       |                       |                 |             |                   |                   |                   |  |  |                              |                              |                              |
|  | 4                                                     | Niagara IceDogs          | 4                        | 2                  | Barrie Colts                | 4                     |                       |                 |             |                   |                   |                   |  |  |                              |                              |                              |
|  | 5                                                     | Ottawa 67’s              | 1                        | 3                  | North Bay Battalion         | 0                     |                       |                 |             |                   |                   |                   |  |  |                              |                              |                              |
|  | 5                                                     | Ottawa 67’s              | 1                        | 3                  | North Bay Battalion         | 0                     | E4                    | Niagara IceDogs | 0           |                   |                   |                   |  |  |                              |                              |                              |
|  | (Die Teams werden nach der ersten Runde neu gesetzt.) |                          |                          |                    |                             |                       | E4                    | Niagara IceDogs | 0           |                   |                   |                   |  |  |                              |                              |                              |
|  |                                                       | W3                       | London Knights           | 4                  |                             |                       |                       |                 |             |                   |                   |                   |  |  |                              |                              |                              |
|  | 1                                                     | W3                       | London Knights           | 4                  | Erie Otters                 | 4                     |                       | 1               | Erie Otters | 4                 |                   |                   |  |  |                              |                              |                              |
|  | 1                                                     |                          |                          |                    | Erie Otters                 | 4                     |                       | 1               | Erie Otters | 4                 |                   |                   |  |  |                              |                              |                              |
|  | 8                                                     | Saginaw Spirit           | 0                        | 7                  | Sault Ste. Marie Greyhounds | 1                     |                       |                 |             |                   |                   |                   |  |  |                              |                              |                              |
|  |                                                       |                          |                          |                    |                             |                       |                       |                 |             |                   |                   |                   |  |  |                              |                              |                              |
|  | 2                                                     | Sarnia Sting             | 3                        |                    |                             |                       |                       |                 |             |                   |                   |                   |  |  |                              |                              |                              |
|  | 7                                                     | S. S. M. Greyhounds      | 4                        |                    |                             |                       |                       |                 |             |                   |                   |                   |  |  |                              |                              |                              |
|  | 7                                                     | S. S. M. Greyhounds      | 4                        | 1                  | Erie Otters                 | 0                     |                       |                 |             |                   |                   |                   |  |  |                              |                              |                              |
|  |                                                       |                          |                          | 1                  | Erie Otters                 | 0                     |                       |                 |             |                   |                   |                   |  |  |                              |                              |                              |
|  |                                                       | 3                        | London Knights           | 4                  |                             |                       |                       |                 |             |                   |                   |                   |  |  |                              |                              |                              |
|  | 3                                                     | 3                        | London Knights           | 4                  | London Knights              | 4                     |                       |                 |             |                   |                   |                   |  |  |                              |                              |                              |
|  | 3                                                     |                          |                          |                    | London Knights              | 4                     |                       |                 |             |                   |                   |                   |  |  |                              |                              |                              |
|  | 6                                                     | Owen Sound Attack        | 2                        | Western Conference | Western Conference          | Western Conference    |                       |                 |             |                   |                   |                   |  |  |                              |                              |                              |
|  |                                                       |                          |                          |                    |                             |                       |                       |                 |             |                   |                   |                   |  |  |                              |                              |                              |
|  | 4                                                     | Kitchener Rangers        | 4                        | 3                  | London Knights              | 4                     |                       |                 |             |                   |                   |                   |  |  |                              |                              |                              |
|  | 5                                                     | Windsor Spitfires        | 1                        | 4                  | Kitchener Rangers           | 0                     |                       |                 |             |                   |                   |                   |  |  |                              |                              |                              |

### J.-Ross-Robertson-Cup-Sieger
| J.-Ross-Robertson-Cup-Sieger London Knights | Torhüter: Brendan Burke, Tyler Parsons Verteidiger: Evan Bouchard, Brandon Crawley, Jacob Graves, Aiden Jamieson, Olli Juolevi, Chris Martenet, Nicolas Mattinen, Victor Mete Angreifer: Aaron Berisha, Daniel Bernhardt, Christian Dvorak, Chad Heffernan, Max Jones, Mitchell Marner, Owen MacDonald, J. J. Piccinich, Cliff Pu, Kole Sherwood, Robert Thomas, Matthew Tkachuk, Chandler Yakimowicz Cheftrainer: Dale Hunter |

### Beste Scorer
Abkürzungen: GP = Spiele, G = Tore, A = Assists, Pts = Punkte, PIM = Strafminuten; Fett: Saisonbestwert
| Spieler           | Team                | GP | G  | A  | Pts | PIM |
| ----------------- | ------------------- | -- | -- | -- | --- | --- |
| Mitchell Marner   | London Knights      | 18 | 16 | 28 | 44  | 8   |
| Matthew Tkachuk   | London Knights      | 18 | 20 | 20 | 40  | 42  |
| Christian Dvorak  | London Knights      | 18 | 14 | 21 | 35  | 4   |
| Kevin Labanc      | Barrie Colts        | 15 | 6  | 20 | 26  | 28  |
| Josh Ho-Sang      | Niagara IceDogs     | 17 | 6  | 20 | 26  | 8   |
| Dylan Strome      | Erie Otters         | 13 | 10 | 11 | 21  | 12  |
| Andrew Mangiapane | Barrie Colts        | 15 | 10 | 11 | 21  | 14  |
| Justin Scott      | Barrie Colts        | 15 | 17 | 3  | 20  | 8   |
| Alex DeBrincat    | Erie Otters         | 13 | 8  | 11 | 19  | 13  |
| Mike Amadio       | North Bay Battalion | 11 | 12 | 6  | 18  | 10  |

### Beste Torhüter
Die kombinierte Tabelle zeigt die jeweils drei besten Torhüter in den Kategorien Gegentorschnitt und Fangquote sowie die jeweils Führenden in den Kategorien Shutouts und Siege.
Abkürzungen: GP = Spiele, TOI = Eiszeit (in Minuten), W = Siege, L = Niederlagen, OTL = Overtime/Shootout-Niederlagen, GA = Gegentore, SO = Shutouts, Sv% = gehaltene Schüsse (in %), GAA = Gegentorschnitt
Es werden nur Torhüter erfasst, die mindestens 222 Spielminuten absolviert haben. Sortiert nach bestem Gegentorschnitt.
| Spieler             | Team                   | GP | TOI  | W  | L | OTL | GA | SO | Sv%  | GAA  |
| ------------------- | ---------------------- | -- | ---- | -- | - | --- | -- | -- | ---- | ---- |
| Tyler Parsons       | London Knights         | 18 | 1086 | 16 | 1 | 1   | 39 | 1  | 92,5 | 2,15 |
| Jeremy Helvig       | Kingston Frontenacs    | 7  | 325  | 3  | 1 | 0   | 13 | 2  | 90,8 | 2,40 |
| Mackenzie Blackwood | Barrie Colts           | 13 | 796  | 6  | 5 | 0   | 36 | 1  | 91,5 | 2,71 |
| Jack Flinn          | Mississauga Steelheads | 7  | 447  | 3  | 3 | 1   | 21 | 1  | 91,3 | 2,82 |

## Auszeichnungen

### All-Star-Teams
| First All-Star-Team |                                                      |
| Angriff:            | Matthew Tkachuk – Christian Dvorak – Mitchell Marner |
| Verteidigung:       | Rasmus Andersson – Michail Sergatschow               |
| Tor:                | Mackenzie Blackwood                                  |
| Trainer:            | Kris Knoblauch                                       |

| Second All-Star-Team |                                                |
| Angriff:             | Andrew Mangiapane – Mike Amadio – Kevin Labanc |
| Verteidigung:        | Jakob Chychrun – Travis Dermott                |
| Tor:                 | Devin Williams                                 |
| Trainer:             | Rocky Thompson                                 |

| Third All-Star-Team |                                                    |
| Angriff:            | Alexander Nylander – Dylan Strome – Alex DeBrincat |
| Verteidigung:       | Olli Juolevi – Roland McKeown                      |
| Tor:                | Alex Nedeljkovic                                   |
| Trainer:            | Mike Van Ryn                                       |

### All-Rookie-Teams
| First All-Rookie-Team |                                                 |
| Angriff:              | Alexander Nylander – Nick Suzuki – Owen Tippett |
| Verteidigung:         | Cam Dineen – Michail Sergatschow                |
| Tor:                  | Michael DiPietro                                |

| Second All-Rookie-Team |                                                |
| Angriff:               | Boris Katchouk – Gabriel Vilardi – Cole Carter |
| Verteidigung:          | Nicolas Hague – Olli Juolevi                   |
| Tor:                   | Stephen Dhillon                                |

### Vergebene Trophäen
| Auszeichnung                                  | Auszeichnung                | Team                   |
| --------------------------------------------- | --------------------------- | ---------------------- |
| J. Ross Robertson Cup                         | J. Ross Robertson Cup       | London Knights         |
| Hamilton Spectator Trophy                     | Hamilton Spectator Trophy   | Erie Otters            |
| Bobby Orr Trophy                              | Bobby Orr Trophy            | Niagara IceDogs        |
| Wayne Gretzky Trophy                          | Wayne Gretzky Trophy        | London Knights         |
| Emms Trophy                                   | Emms Trophy                 | Barrie Colts           |
| Leyden Trophy                                 | Leyden Trophy               | Kingston Frontenacs    |
| Holody Trophy                                 | Holody Trophy               | Erie Otters            |
| Bumbacco Trophy                               | Bumbacco Trophy             | Sarnia Sting           |
| Auszeichnung                                  | Spieler                     | Team                   |
| Red Tilson Trophy                             | Mitchell Marner             | London Knights         |
| Eddie Powers Memorial Trophy                  | Kevin Labanc                | Barrie Colts           |
| Matt Leyden Trophy                            | Kris Knoblauch              | Erie Otters            |
| Jim Mahon Memorial Trophy                     | Kevin Labanc                | Barrie Colts           |
| Max Kaminsky Trophy                           | Michail Sergatschow         | Windsor Spitfires      |
| OHL Goaltender of the Year                    | Mackenzie Blackwood         | Barrie Colts           |
| Jack Ferguson Award                           | Ryan Merkley                | Guelph Storm           |
| Dave Pinkney Trophy                           | Tyler Parsons Brendan Burke | London Knights         |
| Emms Family Award                             | Alexander Nylander          | Mississauga Steelheads |
| F. W. „Dinty“ Moore Trophy                    | Michael DiPietro            | Windsor Spitfires      |
| Dan Snyder Memorial Trophy                    | Will Petschenig             | Saginaw Spirit         |
| William Hanley Trophy                         | Mike Amadio                 | North Bay Battalion    |
| Leo Lalonde Memorial Trophy                   | Kevin Labanc                | Barrie Colts           |
| Bobby Smith Trophy                            | Nicolas Hague               | Mississauga Steelheads |
| Roger Neilson Memorial Award                  | Damian Bourne               | Mississauga Steelheads |
| Ivan Tennant Memorial Award                   | Kyle Keyser                 | Flint Firebirds        |
| Mickey Renaud Captain’s Trophy                | Michael Webster             | Barrie Colts           |
| Wayne Gretzky 99 Award                        | Mitchell Marner             | London Knights         |
| Bill Long Award                               | Pat Casey                   | Peterborough Petes     |
| Ken Bodendistel Character Award for Officials | Joe Celestin                |                        |